# Teatro Municipal de Ciudad Ho Chi Minh

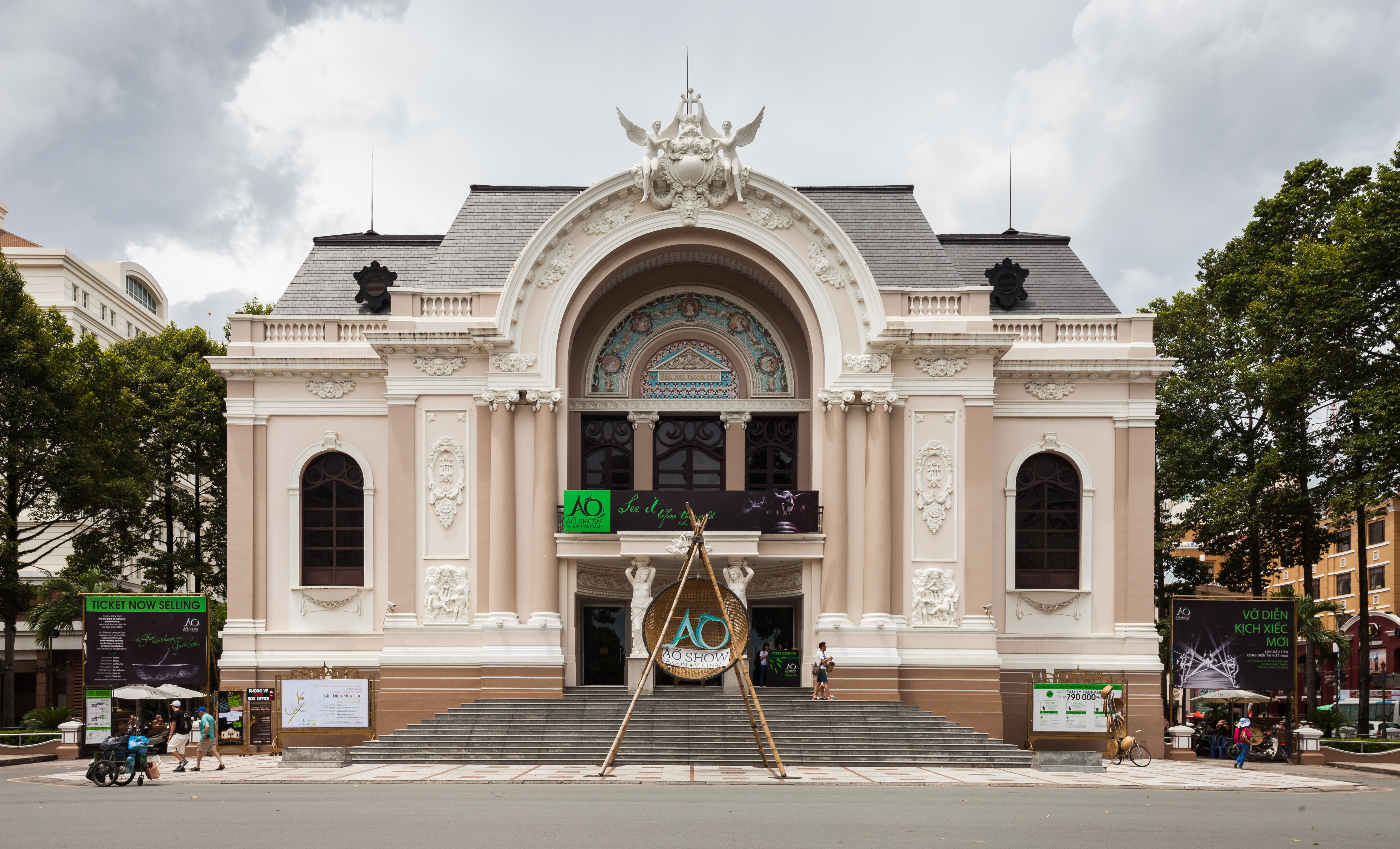
Imagen del teatro de la ópera

La casa de ópera de Saigon es un teatro de la ópera construido en el período colonial francés durante Indochina. francés. 
La casa de la ópera se localiza en la calle Đồng Khởi (distrito 1 de Ciudad Ho Chi Minh, Vietnam). Concebida por el arquitecto Félix Olivier y construida en 1897 bajo la vigilancia de Ernest Guichard Eugène, el edificio de 800 asientos fue utilizado como Cámara baja de Vietnam del Sur después de 1956. A partir de 1975, este edificio recobró su función original, un teatro de la ópera. En 1995, fue restaurado según la arquitectura original.
- Datos: Q1949129
- Multimedia: Municipal Theatre of Ho Chi Minh City / Q1949129